# 日本のアダルトアニメ一覧 (さ行)
- アニメ > アダルトアニメ > 日本のアダルトアニメ一覧 > 日本のアダルトアニメ一覧 (さ行)
- アニメ > アニメ作品一覧 > 日本のアダルトアニメ一覧 > 日本のアダルトアニメ一覧 (さ行)

日本のアダルトアニメ一覧 (さ行)では、日本におけるアニメ商業作品においてアダルトアニメとされている作品の五十音順“さ行”の一覧を記載。
- 記載の凡例については日本のアダルトアニメ一覧#凡例を参照

| あ行 | あ・い・う・え・お | は行 | は・ひ・ふ・へ・ほ |
| か行 | か・き・く・け・こ | ま行 | ま・み・む・め・も |
| さ行 | さ・し・す・せ・そ | や行 | や・ゆ・よ         |
| た行 | た・ち・つ・て・と | ら行 | ら・り・る・れ・ろ |
| な行 | な・に・ぬ・ね・の | わ行 | わ・ゐ・ゑ・を・ん |

| 1960年代 - 1990年代 | 1960年代 | 1960・1961・1962・1963・1964・1965・1966・1967・1968・1969 |
| 1960年代 - 1990年代 | 1970年代 | 1970・1971・1972・1973・1974・1975・1976・1977・1978・1979 |
| 1960年代 - 1990年代 | 1980年代 | 1980・1981・1982・1983・1984・1985・1986・1987・1988・1989 |
| 1960年代 - 1990年代 | 1990年代 | 1990・1991・1992・1993・1994・1995・1996・1997・1998・1999 |
| 2000年代            | 2000年代 | 2000・2001・2002・2003・2004・2005・2006・2007・2008・2009 |
| 2010年代            | 2010年代 | 2010・2011・2012・2013・2014・2015・2016・2017・2018・2019 |
| 2020年代            | 2020年代 | 2020・2021・2022・2023・2024・2025・2026・2027・2028・2029 |

| 目次 | • 脚注• 注釈• 出典• 参考文献 |

## さ
| 作品名                                                                                  | 年月日         | 製作                       | 発売元                     | 販売元                 |
| --------------------------------------------------------------------------------------- | -------------- | -------------------------- | -------------------------- | ---------------------- |
| 最終痴漢電車 Rail-1                                                                     | 2002年9月25日  | MilkyRED                   | MilkyRED                   | GPミュージアム         |
| 最終痴漢電車 Rail-2                                                                     | 2002年11月25日 | MilkyRED                   | MilkyRED                   | GPミュージアム         |
| 最終痴漢電車 Rail-3                                                                     | 2003年2月25日  | MilkyRED                   | MilkyRED                   | GPミュージアム         |
| 最終痴漢電車NEXT Molester.1「俺は…ただの痴漢だ」                                        | 2012年7月27日  | ピンクパイナップル         | ピンクパイナップル         | ピンクパイナップル     |
| 最終痴漢電車NEXT Molester.2「お前は最高の女だ」                                         | 2012年10月26日 | ピンクパイナップル         | ピンクパイナップル         | ピンクパイナップル     |
| 催眠学園 前編                                                                           | 2008年8月8日   | デジタルワークス           | バニラ                     | ジェイ・ブイ・ディー   |
| 催眠学園 後編                                                                           | 2008年11月14日 | デジタルワークス           | バニラ                     | ジェイ・ブイ・ディー   |
| 催眠☆学園 〜恥じられ膨れるハジマリの失禁♥〜                                             | 2018年3月30日  | PoRO                       | PoRO                       | エイ・ワン・シー       |
| 催眠☆学園 〜強気に漏らすナマイキお嬢♡〜                                                 | 2018年5月25日  | PoRO                       | PoRO                       | エイ・ワン・シー       |
| 催眠☆学園 〜忖度女教師の教卓処女給♡〜                                                   | 2018年7月27日  | PoRO                       | PoRO                       | エイ・ワン・シー       |
| 催眠☆学園 〜剥れ堕ちるナマイキ♡〜                                                       | 2018年10月26日 | PoRO                       | PoRO                       | エイ・ワン・シー       |
| 催眠クラス 〜女子全員、知らないうちに妊娠してました〜 前編                              | 2016年12月23日 | ケイ・エム・プロデュース   |                            |                        |
| 催眠クラス 〜女子全員、知らないうちに妊娠してました〜 後編                              | 2017年2月10日  | ケイ・エム・プロデュース   |                            |                        |
| 催眠術 THE ANIMATION 2ndversion-1〜幻想と淫夢の世界に〜                                 | 2008年10月25日 | 「催眠術」アニメ製作委員会 | 「催眠術」アニメ製作委員会 | ミルキーズピクチャーズ |
| 催眠術 THE ANIMATION 2ndversion-2〜幻想と淫欲の領域に〜                                 | 2009年2月25日  | 「催眠術」アニメ製作委員会 | 「催眠術」アニメ製作委員会 | ミルキーズピクチャーズ |
| 催眠術ZERO kamma.1「村越ゲーム」                                                        | 2013年5月17日  | 「催眠術」製作委員会       | 「催眠術」製作委員会       | ミルキーズピクチャーズ |
| 催眠術ZERO kamma.2「村越学園」                                                          | 2013年9月6日   | 「催眠術」製作委員会       | 「催眠術」製作委員会       | ミルキーズピクチャーズ |
| 催眠性指導 #1「小幡優衣の場合」                                                         | 2019年2月1日   | ばにぃうぉ〜か〜           | ばにぃうぉ〜か〜           |                        |
| 催眠性指導 #2「倉敷玲奈の場合」                                                         | 2019年3月1日   | ばにぃうぉ〜か〜           | ばにぃうぉ〜か〜           |                        |
| 催眠性指導 #3「宮島桜の場合」                                                           | 2020年12月4日  | ばにぃうぉ〜か〜           | ばにぃうぉ〜か〜           |                        |
| 催眠性指導 #4「宮島椿の場合」                                                           | 2020年12月4日  | ばにぃうぉ〜か〜           | ばにぃうぉ〜か〜           |                        |
| 催眠性指導 #5                                                                           | 2022年3月4日   | ばにぃうぉ〜か〜           | ばにぃうぉ〜か〜           |                        |
| 催眠性指導 #6                                                                           | 2022年3月4日   | ばにぃうぉ〜か〜           | ばにぃうぉ〜か〜           |                        |
| 催眠凌辱学園 第一話 擬似体験術                                                          | 2008年12月19日 | WHITE BEAR                 | メディアバンク             | メディアバンク         |
| 催眠凌辱学園 第二話 身代わりの術                                                        | 2009年3月27日  | WHITE BEAR                 | メディアバンク             | メディアバンク         |
| 催眠凌辱学園 第三話 集団催眠術                                                          | 2009年6月19日  | WHITE BEAR                 | メディアバンク             | メディアバンク         |
| SILENT CHASER 狩神（サイレントチェイサーカガミ）                                        | 2000年8月21日  | マーメイド                 | マリリン                   | ミュージアム           |
| THE UROTSUKI 第1章                                                                      | 2002年5月3日   | デジタルワークス           | バニラ                     | ジェイ・ブイ・ディー   |
| THE UROTSUKI 第2章                                                                      | 2002年8月9日   | デジタルワークス           | バニラ                     | ジェイ・ブイ・ディー   |
| THE UROTSUKI 第3章                                                                      | 2002年11月15日 | デジタルワークス           | バニラ                     | ジェイ・ブイ・ディー   |
| THE ガッツ! VOL.1                                                                       | 2005年2月25日  | アニメアンテナ委員会       | アニメアンテナ委員会       | アニメアンテナ委員会   |
| THE ガッツ! VOL.2 〜タカさん出陣〜                                                      | 2005年9月22日  | アニメアンテナ委員会       | アニメアンテナ委員会       | アニメアンテナ委員会   |
| サキュバスアプリ〈学園催眠〉 第1話                                                      | 2021年7月30日  | Queen Bee                  | メディアバンク             | メディアバンク         |
| サキュバスアプリ〈学園催眠〉 第2話                                                      | 2021年10月1日  | Queen Bee                  | メディアバンク             | メディアバンク         |
| サキュバスアプリ〈学園催眠〉 第3話                                                      | 2021年12月10日 | Queen Bee                  | メディアバンク             | メディアバンク         |
| サキュバスアプリ〈学園催眠〉 第4話                                                      | 2022年2月18日  | Queen Bee                  | メディアバンク             | メディアバンク         |
| サキュバステードライフ The Animation                                                    | 2020年8月28日  | ピンクパイナップル         | ピンクパイナップル         | ピンクパイナップル     |
| サキュバステードライフ The Animation 2                                                  | 2020年12月23日 | ピンクパイナップル         | ピンクパイナップル         | ピンクパイナップル     |
| さきゅばみすと・すとーりー The Animation                                                | 2017年10月6日  | BOOTLEG                    | BOOTLEG                    | ミルキーズピクチャーズ |
| 櫻の杜 Vol.1 幽霊研究会危機一髪                                                         | 1999年7月30日  | ディディ                   | メディアバンク             | メディアバンク         |
| 櫻の杜 Vol.2 お嬢のひ・み・つ                                                           | 1999年8月27日  | ディディ                   | メディアバンク             | メディアバンク         |
| 桜宮姉妹のネトラレ記録1 〜yurisis〜                                                     | 2019年6月21日  | Queen Bee                  | メディアバンク             | メディアバンク         |
| 桜宮姉妹のネトラレ記録2 〜yurisis〜                                                     | 2019年9月27日  | Queen Bee                  | メディアバンク             | メディアバンク         |
| サグラレ堕メ THE ANIMATION                                                              | 2017年1月6日   | BOOTLEG                    | BOOTLEG                    | ミルキーズピクチャーズ |
| SUMMER 田舎の性活 第一話 日焼けの跡とスクール水着                                       | 2022年7月29日  | 妄想専科                   | 妄想専科                   | エイ・ワン・シー       |
| SUMMER 田舎の性活 第二話 夏休みの課題とワンピース                                       | 2022年9月30日  | 妄想専科                   | 妄想専科                   | エイ・ワン・シー       |
| 彷徨う淫らなルナティクス 前編                                                           | 2009年1月24日  | PIXY                       |                            |                        |
| 彷徨う淫らなルナティクス 後編                                                           | 2009年12月19日 | PIXY                       |                            |                        |
| サムライホルモン THE ANIMATION                                                          | 2014年10月3日  | 蜜                         | 蜜                         | ミルキーズピクチャーズ |
| THE レイプマン アニメ・バージョン                                                       | 1995年7月21日  | ピンクパイナップル         | ピンクパイナップル         | ピンクパイナップル     |
| 三射面談 〜連鎖する恥辱・調教の学園〜 貶め傅く女教師・優奈〜触れ弾く恥辱懐古♥           | 2019年3月29日  | PoRO                       | PoRO                       | エイ・ワン・シー       |
| 三射面談 〜連鎖する恥辱・調教の学園〜 強気な女教師スパッツ・愛奈〜埋められる筆棍棒♥〜   | 2019年5月31日  | PoRO                       | PoRO                       | エイ・ワン・シー       |
| 三射面談 〜連鎖する恥辱・調教の学園〜 ナマイキ委員長・真璃香〜企み緊縛レオタード♥〜     | 2019年10月25日 | PoRO                       | PoRO                       | エイ・ワン・シー       |
| 三射面談 〜連鎖する恥辱・調教の学園〜 貞淑親子丼・真璃香＆美冬〜啜り合う強気な縞パン♥〜 | 2020年1月31日  | PoRO                       | PoRO                       | エイ・ワン・シー       |
| 300円のおつきあい Anime Edition                                                         | 2016年9月2日   | chippai                    | chippai                    | ミルキーズピクチャーズ |
| 3秒後、野獣。 合コンで隅にいた彼は肉食でした                                            | 2022年7月27日  | 彗星社                     |                            |                        |

## し
| 作品名 | 年月日         | 製作                                             | 発売元                                           | 販売元                   |
| --- | -------------- | ------------------------------------------------ | ------------------------------------------------ | ------------------------ |
| SeeIn 青 Scene.1 -如月優美-                                                                                            | 2001年7月25日  | シーン青製作委員会                               | グリーンバニー                                   |                          |
| SeeIn 青 Scene.2 -帆波結衣-                                                                                            | 2001年10月25日 | シーン青製作委員会                               | グリーンバニー                                   |                          |
| 飼育×彼女 天使の拘束 編                                                                                                | 2016年8月26日  | 鈴木みら乃                                       | 鈴木みら乃                                       | エイ・ワン・シー         |
| 飼育×彼女 天使の調教 編                                                                                                | 2016年9月30日  | 鈴木みら乃                                       | 鈴木みら乃                                       | エイ・ワン・シー         |
| 飼育×彼女 天使の変貌 編                                                                                                | 2016年11月25日 | 鈴木みら乃                                       | 鈴木みら乃                                       | エイ・ワン・シー         |
| 飼育×彼女 天使の結末 編                                                                                                | 2017年1月27日  | 鈴木みら乃                                       | 鈴木みら乃                                       | エイ・ワン・シー         |
| シークレットアニマシリーズ OPERATION-1 MaMa Vol.1                                                                      | 1997年6月30日  | TDKコア                                          | TDKコア                                          | TDKコア                  |
| シークレットアニマシリーズ OPERATION-2 MaMa Vol.2 HOME,SWEET HOME                                                      | 1997年7月30日  | TDKコア                                          | TDKコア                                          | TDKコア                  |
| シークレットアニマシリーズ OPERATION-3 ちゅっ2                                                                         | 1997年10月25日 | TDKコア                                          | TDKコア                                          | TDKコア                  |
| シークレットアニマシリーズ OPERATION-4 2×1 Vol.1                                                                       | 1998年2月25日  | TDKコア                                          | TDKコア                                          | TDKコア                  |
| シークレットアニマシリーズ OPERATION-5 2×1 Vol.2                                                                       | 1998年3月25日  | TDKコア                                          | TDKコア                                          | TDKコア                  |
| シークレットアニマシリーズ OPERATION-6 MOMONE（桃音）                                                                  | 1998年1月25日  | TDKコア                                          | TDKコア                                          | TDKコア                  |
| シークレットアニマシリーズ OPERATION-7 ドリームハザード 悪魔のイメージプログラム                                       | 1998年2月25日  | TDKコア                                          | TDKコア                                          | TDKコア                  |
| シークレットアニマシリーズ OPERATION-8 ピアニスト                                                                      | 1998年6月25日  | TDKコア                                          | TDKコア                                          | TDKコア                  |
| シークレットアニマシリーズ OPERATION-9 Love2ポリス                                                                     | 1998年9月25日  | TDKコア                                          | TDKコア                                          | TDKコア                  |
| SECRET JOURNEY（シークレット・ジャーニー） VOL.1                                                                       | 2016年1月29日  | Queen Bee                                        | メディアバンク                                   | メディアバンク           |
| SECRET JOURNEY（シークレット・ジャーニー） VOL.2                                                                       | 2016年4月1日   | Queen Bee                                        | メディアバンク                                   | メディアバンク           |
| G.T.R | 2000年10月13日 | ALLURE                                           | ALLURE                                           | メディアバンク           |
| G.T.R 2 | 2001年5月25日  | ALLURE                                           | ALLURE                                           | メディアバンク           |
| G.T.R 3 | 2003年2月28日  | ALLURE                                           | ALLURE                                           | メディアバンク           |
| G.T.R 4 | 2004年6月25日  | ALLURE                                           | ALLURE                                           | メディアバンク           |
| G-taste 〜八木沢 萌〜                                                                                                  | 1999年12月18日 |                                                  | マイピック、プラネット                           | ビームエンタテインメント |
| G-taste 〜森村 奈々〜                                                                                                  | 2000年9月25日  |                                                  | マイピック、プラネット                           |                          |
| G-taste 〜神無月 舞〜                                                                                                  | 2000年12月21日 |                                                  | マイピック、プラネット                           |                          |
| G-taste 〜水越 沙耶香〜                                                                                                | 2001年8月25日  |                                                  | マイピック、プラネット                           |                          |
| G-taste 〜川村 美鈴〜                                                                                                  | 2001年12月21日 |                                                  | マイピック、プラネット                           |                          |
| G-taste ディレクターズカット 〜メイド・シリーズ〜                                                                      | 2002年1月25日  |                                                  | マイピック、プラネット                           |                          |
| G-taste 〜瀬能明日香〜                                                                                                 | 2002年8月25日  |                                                  | グリーンバニー                                   |                          |
| G-taste 〜真行寺由奈〜 FINAL                                                                                           | 2003年4月24日  |                                                  | グリーンバニー                                   |                          |
| 自慰倒錯 〜好奇心〜 | 2002年8月2日   | ビックス                                         | ビックス                                         | ピックス                 |
| 自慰倒錯II 〜破滅への快楽〜                                                                                            | 2004年4月16日  | ビックス                                         | ビックス                                         | ビックス                 |
| 椎葉さんのウラの顔。 with イモートリップ                                                                               | 2014年2月28日  | ピンクパイナップル                               | ピンクパイナップル                               | ピンクパイナップル       |
| 少女セクト 〜Innocent Lovers〜 1時限目                                                                                 | 2008年7月25日  | 少女セクト製作委員会                             | 少女セクト製作委員会                             | GPミュージアムソフト     |
| 少女セクト 〜Innocent Lovers〜 2時限目                                                                                 | 2008年9月25日  | 少女セクト製作委員会                             | 少女セクト製作委員会                             | GPミュージアムソフト     |
| 少女セクト 〜Innocent Lovers〜 3時限目                                                                                 | 2008年11月25日 | 少女セクト製作委員会                             | 少女セクト製作委員会                             | GPミュージアムソフト     |
| JKと淫行教師4 読モ・静歌〜生意気モデルの性旬白書〜                                                                     | 2011年5月27日  | PoRO                                             | PoRO                                             | エイ・ワン・シー         |
| JKと淫行教師4 読モでびゅ〜・皐月〜性潤モデルのハメ受け巨乳〜                                                           | 2012年1月27日  | PoRO                                             | PoRO                                             | エイ・ワン・シー         |
| JKとエロ議員センセイ 〜旧家のお嬢様JKを愛人にしてヤリたい放題〜 淑やかな黒スト・初音 〜たおやかに歪むエロ盛りおっぱい♥ | 2012年9月28日  | PoRO                                             | PoRO                                             | エイ・ワン・シー         |
| JKとエロ議員センセイ 〜旧家のお嬢様JKを愛人にしてヤリたい放題〜 ドジっ娘メガネ秘書・初音 〜拗ねて抓ってハメスクワット♥ | 2013年4月26日  | PoRO                                             | PoRO                                             | エイ・ワン・シー         |
| JKとオーク兵団 〜悪豚鬼に凌虐された聖女学園〜 クールなオッドアイ・雪乃 〜ハメる裏切りと豚足巨根♥                       | 2013年7月26日  | PoRO                                             | PoRO                                             | エイ・ワン・シー         |
| JKとオーク兵団 〜悪豚鬼に凌虐された聖女学園〜 お嬢様JK恥じらい嗜虐 〜終わりのない始まり♥〜                             | 2014年2月28日  | PoRO                                             | PoRO                                             | エイ・ワン・シー         |
| JKとエロコンビニ店長 アルバイト娘の弱みを握ってヤリたい放題 小生意気蓮っ葉JK・栞 〜啜り画策ハメ千切り♥〜               | 2016年2月26日  | PoRO                                             | PoRO                                             | エイ・ワン・シー         |
| JKとエロコンビニ店長 アルバイト娘の弱みを握ってヤリたい放題 ハメ拗ねJK・栞〜扱いてしゃぶるレジの下♥〜                  | 2016年9月30日  | PoRO                                             | PoRO                                             | エイ・ワン・シー         |
| JKとエロコンビニ店長 アルバイト娘の弱みを握ってヤリたい放題 言いなり卑潤JK・結衣 〜桃尻参発、破瓜弐秒♥〜               | 2016年11月25日 | PoRO                                             | PoRO                                             | エイ・ワン・シー         |
| JKとエロコンビニ店長 アルバイト娘の弱みを握ってヤリたい放題 エロ可愛JK・栞&結衣〜イケないぶら下がり♥〜                 | 2017年3月31日  | PoRO                                             | PoRO                                             | エイ・ワン・シー         |
| JKとエロコンビニ店長 アルバイト娘の弱みを握ってヤリたい放題 エロ可愛ママ姉・麻央〜痴撮に見惚れるJKフレンズ♥〜          | 2017年9月29日  | PoRO                                             | PoRO                                             | エイ・ワン・シー         |
| JKとエロコンビニ店長 アルバイト娘の弱みを握ってヤリたい放題 エロ可愛近親・母娘姪〜憧れ穿たれ尻穴仕置き♥〜              | 2017年12月29日 | PoRO                                             | PoRO                                             | エイ・ワン・シー         |
| JKビッチに搾られたい♥ #1 ヤリマンJK                                                                                    | 2016年8月19日  | ばにぃうぉ〜か〜                                 | ばにぃうぉ〜か〜                                 |                          |
| JKビッチに搾られたい♥ #2 ヤリマン彼女                                                                                  | 2016年9月16日  | ばにぃうぉ〜か〜                                 | ばにぃうぉ〜か〜                                 |                          |
| ジオグラマトン ACT-1 燃える!お台場                                                                                     | 2006年12月25日 | ディスカバリー                                   | ディスカバリー                                   | セブンエイト             |
| ジオグラマトン ACT-2 決戦!新宿中央公園                                                                                 | 2007年2月23日  | ディスカバリー                                   | ディスカバリー                                   | セブンエイト             |
| しおふきマーメイド 「プールサイドの初体験」                                                                            | 2011年10月28日 | 「しおふきマーメイド」制作委員会                 | ガールズトーク                                   | マリゴールド             |
| シオン Vol.01 残酷な魔法の天使                                                                                         | 2008年3月22日  | PIXY                                             |                                                  |                          |
| シオン Vol.02 窮地の魔法少女                                                                                           | 2008年9月20日  | PIXY                                             |                                                  |                          |
| シオン Vol.03 隷属の天使たち                                                                                           | 2009年3月21日  | PIXY                                             |                                                  |                          |
| シオン Vol.04 堕ちた魔法の天使                                                                                         | 2010年1月23日  | PIXY                                             |                                                  |                          |
| J〇限界交尾 合意挿入でバチバチ肉穴化 第1話 性活部へようこそ                                                            | 2022年6月24日  | King Bee                                         | メディアバンク                                   | メディアバンク           |
| J〇限界交尾 合意挿入でバチバチ肉穴化 第2話 チチのチ晴れ                                                                | 2022年9月9日   | King Bee                                         | メディアバンク                                   | メディアバンク           |
| 叱って淫語 三咲主任の部下教育編                                                                                        | 2010年7月7日   | ちちのや                                         |                                                  |                          |
| J〇フーゾク学園祭 #1 本番接待と露出ミラーハウス♡ ビッチなギャルたちとお祭り騒ぎ♡                                       | 2021年4月2日   | ばにぃうぉ〜か〜                                 | ばにぃうぉ〜か〜                                 |                          |
| J〇フーゾク学園祭 #2 スポーツ少女と本番エクササイズ♡ 競泳水着とブルマの個人指導♡                                       | 2021年4月2日   | ばにぃうぉ〜か〜                                 | ばにぃうぉ〜か〜                                 |                          |
| 色情教団 第一話 | 2020年3月6日   | あんてきぬすっ                                   | あんてきぬすっ                                   |                          |
| 色情教団 第二話 | 2020年4月3日   | あんてきぬすっ                                   | あんてきぬすっ                                   |                          |
| 色欲INFINITE Vol.1 | 2020年8月28日  | Queen Bee                                        | メディアバンク                                   | メディアバンク           |
| 色欲INFINITE Vol.2 | 2020年10月23日 | Queen Bee                                        | メディアバンク                                   | メディアバンク           |
| S家に嫁いだM嬢の日常 ACT.1 それは淫らな運命の悪戯                                                                      | 2021年3月12日  | BOMB!CUTE!BOMB!                                  |                                                  |                          |
| S家に嫁いだM嬢の日常 ACT.2 肉欲の花は夜に開く                                                                          | 2021年3月19日  | BOMB!CUTE!BOMB!                                  |                                                  |                          |
| しごカレ エッチな女子大生とドキ×2ラブレッスン!! THE ANIMATION                                                          | 2019年10月25日 | ピンクパイナップル                               | ピンクパイナップル                               | ピンクパイナップル       |
| シコやかなるときもハメるときも 前編                                                                                    | 2020年11月20日 | Queen Bee                                        | メディアバンク                                   | メディアバンク           |
| シコやかなるときもハメるときも 後編                                                                                    | 2021年1月29日  | Queen Bee                                        | メディアバンク                                   | メディアバンク           |
| 思春期少女 上巻「かりかり」                                                                                            | 2008年3月28日  | 鈴木みら乃                                       | 鈴木みら乃                                       | エイ・ワン・シー         |
| 思春期少女 下巻「かりかり」                                                                                            | 2008年7月25日  | 鈴木みら乃                                       | 鈴木みら乃                                       | エイ・ワン・シー         |
| 思春期セックス 第1話 思春期セックス                                                                                    | 2019年6月7日   | メリー・ジェーン                                 | メリー・ジェーン                                 | メリー・ジェーン         |
| 思春期セックス 第2話 今日、私ん家集合ね!                                                                               | 2019年9月6日   | メリー・ジェーン                                 | メリー・ジェーン                                 | メリー・ジェーン         |
| 思春期セックス 第3話 今日、私ん家集合ね!Ⅱ                                                                              | 2020年10月9日  | メリー・ジェーン                                 | メリー・ジェーン                                 | メリー・ジェーン         |
| 思春期セックス 第4話 ぬるぬるデリヘル                                                                                  | 2021年2月5日   | メリー・ジェーン                                 | メリー・ジェーン                                 | メリー・ジェーン         |
| 思春期のお勉強 第1話 興味津々なお年頃                                                                                  | 2021年12月17日 | メリー・ジェーン                                 | メリー・ジェーン                                 | メリー・ジェーン         |
| 思春期のお勉強 第2話 学ぶより経験がしたいお年頃                                                                        | 2022年5月6日   | メリー・ジェーン                                 | メリー・ジェーン                                 | メリー・ジェーン         |
| 思春期のお勉強 第3話 キスをしてみたいお年頃                                                                            | 2022年10月7日  | メリー・ジェーン                                 | メリー・ジェーン                                 | メリー・ジェーン         |
| シスターズ輪舞（ロンド） チャーム・ポイントI                                                                           | 1999年11月30日 | あかとんぼ                                       | あかとんぼ                                       | ビームエンタテインメント |
| 肢体を洗う CASE.1「性死」                                                                                              | 2003年6月27日  | ピンクパイナップル                               | ピンクパイナップル                               | ピンクパイナップル       |
| 肢体を洗う CASE.2「性魔」                                                                                              | 2003年9月26日  | ピンクパイナップル                               | ピンクパイナップル                               | ピンクパイナップル       |
| 肢体を洗う CASE.3「性薬」                                                                                              | 2004年1月23日  | ピンクパイナップル                               | ピンクパイナップル                               | ピンクパイナップル       |
| 自宅警備員 1stミッション イイナリ巨乳長女・さやか編                                                                    | 2017年3月31日  | 鈴木みら乃                                       | 鈴木みら乃                                       | エイ・ワン・シー         |
| 自宅警備員 2ndミッション ナマイキ美乳次女・由紀編                                                                      | 2017年5月26日  | 鈴木みら乃                                       | 鈴木みら乃                                       | エイ・ワン・シー         |
| 自宅警備員 3rdミッション ホシガリ爆乳人妻・翔子編                                                                      | 2017年7月28日  | 鈴木みら乃                                       | 鈴木みら乃                                       | エイ・ワン・シー         |
| 自宅警備員 4thミッション インラン母娘と淫らな性活編                                                                    | 2017年9月29日  | 鈴木みら乃                                       | 鈴木みら乃                                       | エイ・ワン・シー         |
| 自宅警備員 ターゲット:由紀 〜性的指導!生意気なアイツを懲らしめろ〜                                                     | 2019年5月31日  | 鈴木みら乃                                       | 鈴木みら乃                                       | エイ・ワン・シー         |
| 自宅警備員 ターゲット:由紀 〜雌犬調教!ツンデレ美乳を搾り尽くせ〜                                                       | 2019年6月28日  | 鈴木みら乃                                       | 鈴木みら乃                                       | エイ・ワン・シー         |
| 自宅警備員 ターゲット:さやか 〜本性暴露!巨乳優等生の化けの皮を剥がせ〜                                                 | 2019年7月26日  | 鈴木みら乃                                       | 鈴木みら乃                                       | エイ・ワン・シー         |
| 自宅警備員 ターゲット:さやか 〜淫乱洗脳!言いなり肉便器を自分好みに躾けろ〜                                             | 2019年9月27日  | 鈴木みら乃                                       | 鈴木みら乃                                       | エイ・ワン・シー         |
| 自宅警備員2 灰原家の血族 第一話 巨乳エリート従兄妹・玲奈 〜奪われる純潔〜                                              | 2020年3月27日  | 鈴木みら乃                                       | 鈴木みら乃                                       | エイ・ワン・シー         |
| 自宅警備員2 灰原家の血族 第二話 巨乳エリート従兄妹・玲奈 〜穢された花嫁〜                                              | 2020年5月29日  | 鈴木みら乃                                       | 鈴木みら乃                                       | エイ・ワン・シー         |
| 自宅警備員2 灰原家の血族 第三話 爆乳未亡人叔母・志保 〜破られる貞操〜                                                  | 2020年7月31日  | 鈴木みら乃                                       | 鈴木みら乃                                       | エイ・ワン・シー         |
| 自宅警備員2 灰原家の血族 第四話 爆乳未亡人叔母・志保 〜蘇える淫欲〜                                                    | 2020年8月28日  | 鈴木みら乃                                       | 鈴木みら乃                                       | エイ・ワン・シー         |
| 自宅警備員2 灰原家の血族 第五話 性奴隷メイド・詩絵里 〜這いよる女体〜                                                  | 2021年1月29日  | 鈴木みら乃                                       | 鈴木みら乃                                       | エイ・ワン・シー         |
| 自宅警備員2 灰原家の血族 第六話 性奴隷メイド・詩絵里 〜堕ちゆく忠誠〜                                                  | 2021年3月26日  | 鈴木みら乃                                       | 鈴木みら乃                                       | エイ・ワン・シー         |
| 自宅警備員2 灰原家の血族 第七話 従兄妹・叔母・メイド 〜自宅警備員は眠らない〜                                          | 2021年5月28日  | 鈴木みら乃                                       | 鈴木みら乃                                       | エイ・ワン・シー         |
| 自宅警備員2 灰原家の血族 第八話 従兄妹・叔母・メイド 〜灰原家の血族〜                                                  | 2021年7月30日  | 鈴木みら乃                                       | 鈴木みら乃                                       | エイ・ワン・シー         |
| 失格医師 一号室 ナースのおシゴキ                                                                                       | 2003年1月25日  | ミュージアムピクチャーズ                         | ミュージアムピクチャーズ                         | GPミュージアム           |
| 失格医師 二号室 新人ナースの実験簿                                                                                     | 2003年3月25日  | ミュージアムピクチャーズ                         | ミュージアムピクチャーズ                         | GPミュージアム           |
| 漆黒のシャガ THE ANIMATION 第一話「女郎蜘蛛」                                                                          | 2017年2月24日  | ピンクパイナップル                               | ピンクパイナップル                               | ピンクパイナップル       |
| 漆黒のシャガ THE ANIMATION 第二話「件（くだん）」                                                                      | 2018年5月25日  | ピンクパイナップル                               | ピンクパイナップル                               | ピンクパイナップル       |
| 漆黒のシャガ THE ANIMATION 第三話「夜照物語（よるてらすものがたり）」                                                  | 2019年9月27日  | ピンクパイナップル                               | ピンクパイナップル                               | ピンクパイナップル       |
| 漆黒のシャガ THE ANIMATION 第三話「夜照物語（よるてらすものがたり）」 ディレクターズカット版                           | 2020年9月25日  | ピンクパイナップル                               | ピンクパイナップル                               | ピンクパイナップル       |
| 実習生 Lesson1 犯された性職者                                                                                          | 2002年6月25日  | ミュージアムピクチャーズ                         | ミュージアムピクチャーズ                         | GPミュージアム           |
| 失楽園 前編 | 2008年2月8日   | デジタルワークス                                 | バニラ                                           | ジェイ・ブイ・ディー     |
| 失楽園 後編 | 2008年5月9日   | デジタルワークス                                 | バニラ                                           | ジェイ・ブイ・ディー     |
| 指導姦 Day after —THE ANIMATION— 第1巻                                                                                 | 2021年4月30日  | ピンクパイナップル                               | ピンクパイナップル                               | ピンクパイナップル       |
| 指導姦 Day after —THE ANIMATION— 第2巻                                                                                 | 2021年5月28日  | ピンクパイナップル                               | ピンクパイナップル                               | ピンクパイナップル       |
| 詩乃先生の誘惑授業 一時間目：原子の結合                                                                                | 2004年11月12日 | 詩乃先生製作委員会                               | 詩乃先生製作委員会                               | JVD                      |
| 支配の教壇 ドジへっぽ娘教師・琴実〜償いのパイズリから♥〜                                                               | 2020年5月29日  | PoRO                                             | PoRO                                             | エイ・ワン・シー         |
| 支配の教壇 爆乳ドS女教師・美璃亜〜淫虐スパルタクリップ♥〜                                                              | 2020年9月25日  | PoRO                                             | PoRO                                             | エイ・ワン・シー         |
| 支配の教壇 無垢女教師・理沙子〜誑かされたウブな恥辱♥〜                                                                 | 2020年10月30日 | PoRO                                             | PoRO                                             | エイ・ワン・シー         |
| 支配の教壇 無口養護教諭・アンナ〜破瓜刹那的♥〜                                                                         | 2020年12月25日 | PoRO                                             | PoRO                                             | エイ・ワン・シー         |
| 搾精病棟 THE ANIMATION 〜タチバナ編〜                                                                                  | 2021年4月30日  | ピンクパイナップル                               | ピンクパイナップル                               | ピンクパイナップル       |
| 搾精病棟 THE ANIMATION 第2巻 〜クロカワ編〜                                                                            | 2022年7月29日  | ピンクパイナップル                               | ピンクパイナップル                               | ピンクパイナップル       |
| 搾精病棟 THE ANIMATION 第3巻 〜ヤマグチ編〜                                                                            | 2022年8月26日  | ピンクパイナップル                               | ピンクパイナップル                               | ピンクパイナップル       |
| 姉妹いじり 前編 | 1999年12月3日  | デジタルワークス                                 | バニラ                                           | ジェイ・ブイ・ディー     |
| 姉妹いじり 後編 | 2000年3月3日   | デジタルワークス                                 | バニラ                                           | ジェイ・ブイ・ディー     |
| 仕舞妻 姉妹妻3 THE ANIMATION 第1夜〜彷徨える肉体〜                                                                     | 2007年9月25日  | 「仕舞妻」アニメ製作委員会                       | 「仕舞妻」アニメ製作委員会                       | GPミュージアムソフト     |
| 仕舞妻 姉妹妻3 THE ANIMATION 第2夜 最終話〜悶える欲望〜                                                                | 2007年11月25日 | 「仕舞妻」アニメ製作委員会                       | 「仕舞妻」アニメ製作委員会                       | GPミュージアムソフト     |
| 死妹人形 | 2006年4月28日  | ANIMAC                                           |                                                  |                          |
| じみへんっ!! 地味子を変えちゃう純異性交遊 プレミアム版                                                                 | 2021年4月21日  | 彗星社                                           |                                                  |                          |
| 灼炎のエリス 〜美少女へっぽこ勇者・エリス〜トンだ雌恥尻♥〜                                                             | 2019年6月28日  | PoRO                                             | PoRO                                             | エイ・ワン・シー         |
| 灼炎のエリス 〜ケツ穴過敏勇者・エリス〜エロ豚覆面奉仕♥〜                                                               | 2019年9月27日  | PoRO                                             | PoRO                                             | エイ・ワン・シー         |
| 灼炎のエリス 堕落雌豚勇者・エリス〜被虐ボテ腹二穴ビンゴ♥〜                                                             | 2019年11月29日 | PoRO                                             | PoRO                                             | エイ・ワン・シー         |
| 灼炎のエリス 尻床野菜勇者・エリス〜近親ふるさと納精♥〜                                                                 | 2020年2月28日  | PoRO                                             | PoRO                                             | エイ・ワン・シー         |
| 邪娠娼館 ―淫乱巨乳母娘生贄儀式― 第一話                                                                                 | 2021年9月3日   | ばにぃうぉ〜か〜                                 | ばにぃうぉ〜か〜                                 |                          |
| 邪娠娼館 ―淫乱巨乳母娘生贄儀式― 第二話                                                                                 | 2021年9月3日   | ばにぃうぉ〜か〜                                 | ばにぃうぉ〜か〜                                 |                          |
| 車畜 車の中で飼ってます                                                                                                | 2001年11月25日 | 北栄商事                                         | 北栄商事                                         | N43 Project              |
| 借金姉妹 第一章 奴隷誓約書                                                                                             | 2007年10月25日 | BOOTLEG                                          | BOOTLEG                                          | GPミュージアムソフト     |
| 借金姉妹 第二章 契約破棄する哀奴隷                                                                                     | 2008年3月25日  | BOOTLEG                                          | BOOTLEG                                          | GPミュージアムソフト     |
| 影Shadow 其ノ壱 闇の掟                                                                                                 | 2004年3月26日  | JHV                                              | JHV                                              | JHV                      |
| 影Shadow 其ノ弐 獣道                                                                                                   | 2004年6月25日  | JHV                                              | JHV                                              | JHV                      |
| 影Shadow 其ノ参 抜け忍                                                                                                 | 2004年9月26日  | JHV                                              | JHV                                              | JHV                      |
| 影Shadow 其ノ四 流転                                                                                                   | 2004年12月24日 | JHV                                              | JHV                                              | JHV                      |
| しゃぶら♥レンタル エッチなおねえさんとのエロエロレンタルお勉強 貸出中 THE ANIMATION                                    | 2015年2月27日  | ピンクパイナップル                               | ピンクパイナップル                               | ピンクパイナップル       |
| JUNK STORY 鉄屑物語 | 1999年1月21日  |                                                  | マリリン                                         | ミュージアム             |
| JUNK LAND THE ANIMATION 「まじめな彼女と…思ってた?」                                                                   | 2013年11月29日 | ピンクパイナップル                               | ピンクパイナップル                               | ピンクパイナップル       |
| 15美少女漂流記OVA Volume 1                                                                                             | 2009年8月3日   | サン出版                                         |                                                  | サン出版                 |
| 15美少女漂流記OVA 〜どきどき★ハーレム編〜                                                                              | 2010年8月3日   | サン出版                                         |                                                  | サン出版                 |
| 15美少女漂流記OVA 〜南の島でウハ2♥どんぶりエッチ編〜                                                                   | 2011年5月2日   | サン出版                                         |                                                  | サン出版                 |
| 臭作 第一章「おやぢの花園」                                                                                            | 1999年2月26日  | ピンクパイナップル                               | ピンクパイナップル                               | ピンクパイナップル       |
| 臭作 第二章「おやぢの美学」                                                                                            | 1999年6月25日  | ピンクパイナップル                               | ピンクパイナップル                               | ピンクパイナップル       |
| 臭作 第三章「おやぢのプライド」                                                                                        | 1999年9月22日  | ピンクパイナップル                               | ピンクパイナップル                               | ピンクパイナップル       |
| 臭作 〜Replay〜 第一夜「栗原朝美」                                                                                     | 2000年7月28日  | ピンクパイナップル                               | ピンクパイナップル                               | ピンクパイナップル       |
| 臭作 〜Replay〜 第二夜「藤間萌子」                                                                                     | 2000年9月22日  | ピンクパイナップル                               | ピンクパイナップル                               | ピンクパイナップル       |
| 臭作 〜Replay〜 第三夜「南 綾香」                                                                                      | 2000年11月24日 | ピンクパイナップル                               | ピンクパイナップル                               | ピンクパイナップル       |
| 臭作 〜Replay〜 第四夜「高部絵里」                                                                                     | 2001年1月26日  | ピンクパイナップル                               | ピンクパイナップル                               | ピンクパイナップル       |
| 臭作 〜Liberty〜 前編「狙われた理性のフェティシズム」                                                                  | 2003年1月24日  | ピンクパイナップル                               | ピンクパイナップル                               | ピンクパイナップル       |
| 臭作 〜Liberty〜 後編 解禁「高部絵里」                                                                                 | 2003年4月25日  | ピンクパイナップル                               | ピンクパイナップル                               | ピンクパイナップル       |
| 集団痴漢電車 前編 | 2005年6月10日  | デジタルワークス                                 | バニラ                                           | ジェイ・ブイ・ディー     |
| 集団痴漢電車 後編 | 2005年9月9日   | デジタルワークス                                 | バニラ                                           | ジェイ・ブイ・ディー     |
| 羞中恥療室 前編 | 2004年8月13日  | デジタルワークス                                 | バニラ                                           | ジェイ・ブイ・ディー     |
| 羞中恥療室 後編 | 2004年11月12日 | デジタルワークス                                 | バニラ                                           | ジェイ・ブイ・ディー     |
| 終電後､カプセルホテルで､上司に微熱伝わる夜｡ 完全版                                                                     | 2019年2月20日  | 彗星社                                           |                                                  |                          |
| ジュヴナイルポルノグラフィ THE ANIMATION                                                                               | 2017年12月1日  | BOOTLEG                                          | BOOTLEG                                          | ミルキーズピクチャーズ   |
| 十二人の女教師 前編 | 2008年4月11日  | デジタルワークス                                 | バニラ                                           | ジェイ・ブイ・ディー     |
| 十二人の女教師 後編 | 2008年7月11日  | デジタルワークス                                 | バニラ                                           | ジェイ・ブイ・ディー     |
| Jewelry THE ANIMATION                                                                                                  | 2018年1月5日   | BOOTLEG                                          | BOOTLEG                                          | ミルキーズピクチャーズ   |
| 熟女志願［KINBAKU］ | 2017年9月29日  | ZIZ                                              |                                                  |                          |
| 受胎島 ①「どうしてアンタみたいなブサ男に種付けされなきゃいけないのよ?!」                                               | 2014年12月19日 | ばにぃうぉ〜か〜、ルネピクチャーズ               | ばにぃうぉ〜か〜、ルネピクチャーズ               |                          |
| 受胎島 ②「ご主人様のぶっといお●んぽ…あたしのエロま●こにぶち込んで♥」                                                   | 2015年1月23日  | ばにぃうぉ〜か〜、ルネピクチャーズ               | ばにぃうぉ〜か〜、ルネピクチャーズ               |                          |
| 主治医の淫謀 前編 | 2011年2月11日  | デジタルワークス                                 | バニラ                                           | ジェイ・ブイ・ディー     |
| 主治医の淫謀 後編 | 2011年5月13日  | デジタルワークス                                 | バニラ                                           | ジェイ・ブイ・ディー     |
| 純愛まにあっく 1 | 2015年4月17日  | Queen Bee                                        | メディアバンク                                   | メディアバンク           |
| 純愛まにあっく 2 | 2015年7月17日  | Queen Bee                                        | メディアバンク                                   | メディアバンク           |
| 純情少女エトセトラ 〜純情少女〜                                                                                        | 2013年8月2日   | Pashmina                                         | Pashmina                                         | ミルキーズピクチャーズ   |
| 純情少女エトセトラ 〜ネット♥ラブ〜                                                                                     | 2013年10月4日  | Pashmina                                         | Pashmina                                         | ミルキーズピクチャーズ   |
| 少女戦機ソウルイーター #1「復讐の美少女・円城命」                                                                      | 2010年9月24日  | 少女戦機ソウルイーター製作委員会                 | ガールズトーク                                   | ルネピクチャーズ         |
| 少女戦機ブレインジャッカー RUIM ARMS 少女戦機ソウルイーター #2「美神陥落・リン＝カイフォン」                           | 2011年4月1日   | 「少女戦機ブレインジャッカー」制作委員会         | ガールズトーク                                   | インナーフィルム         |
| 少女戦機ブレインジャッカー RUIM ARMS 第二巻「汚された美神・監獄の過去」                                                | 2012年8月24日  | 「少女戦機ブレインジャッカー」制作委員会         | ガールズトーク                                   | インナーフィルム         |
| 少女達の茶道ism THE ANIMATION 一席                                                                                     | 2016年9月2日   | chippai                                          | chippai                                          | ミルキーズピクチャーズ   |
| 少女達の茶道ism THE ANIMATION 二席                                                                                     | 2016年12月2日  | chippai                                          | chippai                                          | ミルキーズピクチャーズ   |
| 女王様はM奴隷 | 2002年4月18日  | ファイブヴェイズ                                 | ファイブヴェイズ                                 | ファイブヴェイズ         |
| 少交女 THE ANIMATION Virgin.1「絢音と柚とお兄ちゃん」                                                                  | 2011年10月28日 | ピンクパイナップル                               | ピンクパイナップル                               | ピンクパイナップル       |
| 少交女 THE ANIMATION Virgin.2「家庭教師とえっちな体験」                                                                | 2012年1月27日  | ピンクパイナップル                               | ピンクパイナップル                               | ピンクパイナップル       |
| 少女から娼女へ… episode.1                                                                                              | 2016年2月12日  | BREAK BOTTLE                                     | ケイ・エム・プロデュース                         |                          |
| 少女から娼女へ… episode.2                                                                                              | 2016年3月11日  | BREAK BOTTLE                                     | ケイ・エム・プロデュース                         |                          |
| 少女教育 稲垣紗衣編 | 2015年5月1日   | メリー・ジェーン                                 | メリー・ジェーン                                 | メリー・ジェーン         |
| 少女教育 雛田麻未編 | 2015年7月3日   | メリー・ジェーン                                 | メリー・ジェーン                                 | メリー・ジェーン         |
| 少女教育RE 第1話 稲垣紗衣と過ごす日々                                                                                  | 2019年7月5日   | メリー・ジェーン                                 | メリー・ジェーン                                 | メリー・ジェーン         |
| 少女教育RE 第2話 白石那奈と過ごす日々                                                                                  | 2019年9月6日   | メリー・ジェーン                                 | メリー・ジェーン                                 | メリー・ジェーン         |
| 少女小悪魔系 蠢く女たち                                                                                                | 2002年3月18日  | ファイブウェイズ                                 | ファイブウェイズ                                 | ファイブウェイズ         |
| 少女×少女×少女 THE ANIMATION 第一幕「祭子」                                                                            | 2012年8月31日  | ピンクパイナップル                               | ピンクパイナップル                               | ピンクパイナップル       |
| 少女×少女×少女 THE ANIMATION 第二幕「酒池肉林」                                                                        | 2012年11月30日 | ピンクパイナップル                               | ピンクパイナップル                               | ピンクパイナップル       |
| 少女遊戯（前編） | 2003年2月18日  | ファイブウェイズ                                 | ファイブウェイズ                                 | ファイブウェイズ         |
| 小女ラムネ 第1話 ちーちゃんと秘密のアルバイト                                                                          | 2016年10月7日  | メリー・ジェーン                                 | メリー・ジェーン                                 | メリー・ジェーン         |
| 小女ラムネ 第2話 ドキドキの撮影タイムと恋のABC                                                                         | 2017年2月3日   | メリー・ジェーン                                 | メリー・ジェーン                                 | メリー・ジェーン         |
| 小女ラムネ 第3話 ゆかたと花火と夏祭り                                                                                  | 2017年11月24日 | メリー・ジェーン                                 | メリー・ジェーン                                 | メリー・ジェーン         |
| 小女ラムネ 第4話 みんなの夏休み                                                                                        | 2018年3月2日   | メリー・ジェーン                                 | メリー・ジェーン                                 | メリー・ジェーン         |
| しょうたいむ! 〜歌のお姉さんだってしたい〜 プレミアム版                                                                | 2022年1月26日  | 彗星社                                           |                                                  |                          |
| ショーヨノイド 真琴ちゃん 「コギャリオン死すっ!? 私がうわさのまこっちゃんの巻」                                        | 1998年10月9日  | まこっちゃんプロジェクト                         | まこっちゃんプロジェクト                         | ジェイ・ブイ・ディー     |
| ショーヨノイド 真琴ちゃん2 「敵か味方か、ショーゴノイド登場!!の巻」                                                    | 1998年12月18日 | まこっちゃんプロジェクト                         | まこっちゃんプロジェクト                         | ジェイ・ブイ・ディー     |
| 辱アナ 前編 | 2007年2月9日   | デジタルワークス                                 | バニラ                                           | ジェイ・ブイ・ディー     |
| 辱アナ 後編 | 2007年5月11日  | デジタルワークス                                 | バニラ                                           | ジェイ・ブイ・ディー     |
| 贖罪の教室 前編 | 2002年1月11日  | デジタルワークス                                 | バニラ                                           | ジェイ・ブイ・ディー     |
| 贖罪の教室 後編 | 2002年4月5日   | デジタルワークス                                 | バニラ                                           | ジェイ・ブイ・ディー     |
| 辱妻 前編 | 2007年10月12日 | デジタルワークス                                 | バニラ                                           | ジェイ・ブイ・ディー     |
| 辱妻 後編 | 2008年1月11日  | デジタルワークス                                 | バニラ                                           | ジェイ・ブイ・ディー     |
| 女系家族 〜淫謀〜 第一章                                                                                               | 2006年8月25日  | Milky                                            | Milky                                            | GPミュージアムソフト     |
| 女系家族 〜淫謀〜 第二章                                                                                               | 2006年10月25日 | Milky                                            | Milky                                            | GPミュージアムソフト     |
| 女系家族III 〜秘密HIMITSU卑蜜〜 The Anime                                                                              | 2014年11月7日  | 蜜                                               | 蜜                                               | ミルキーズピクチャーズ   |
| じょしおちっ!〜2階から女の子が…降ってきた!?〜 完全版                                                                   | 2018年12月26日 | 彗星社                                           |                                                  |                          |
| 女子高生の腰つき 上巻 ビーチバレー部編                                                                                 | 2013年8月23日  | メリー・ジェーン                                 | メリー・ジェーン                                 | メリー・ジェーン         |
| 女子高生の腰つき 下巻 テニス部編                                                                                       | 2013年10月25日 | メリー・ジェーン                                 | メリー・ジェーン                                 | メリー・ジェーン         |
| 女子高生の腰つき 写真部編                                                                                              | 2014年7月4日   | メリー・ジェーン                                 | メリー・ジェーン                                 | メリー・ジェーン         |
| 女子高生の腰つき ビリヤード部創部編                                                                                    | 2014年8月8日   | メリー・ジェーン                                 | メリー・ジェーン                                 | メリー・ジェーン         |
| 女子高生の腰つき ビーチバレー部編 Round2                                                                               | 2015年1月23日  | メリー・ジェーン                                 | メリー・ジェーン                                 | メリー・ジェーン         |
| 女子高生の腰つき 演劇部編                                                                                              | 2015年4月24日  | メリー・ジェーン                                 | メリー・ジェーン                                 | メリー・ジェーン         |
| 処女オークション 出品編                                                                                                | 2005年12月9日  | デジタルワークス                                 | バニラ                                           | ジェイ・ブイ・ディー     |
| 処女オークション 落札編                                                                                                | 2006年3月10日  | デジタルワークス                                 | バニラ                                           | ジェイ・ブイ・ディー     |
| 処女はお姉さまに恋してる 三つのきら星 The Animation 上巻                                                               | 2022年6月24日  | ショーテン                                       |                                                  |                          |
| 処女はお姉さまに恋してる 三つのきら星 The Animation 下巻                                                               | 2022年8月26日  | ショーテン                                       |                                                  |                          |
| じょしラク! #01 | 2019年9月6日   | ばにぃうぉ〜か〜                                 | ばにぃうぉ〜か〜                                 |                          |
| じょしラク! #02 | 2019年10月4日  | ばにぃうぉ〜か〜                                 | ばにぃうぉ〜か〜                                 |                          |
| ショッキングピンク! 第1話 桃園の誓い                                                                                   | 2011年6月24日  | メリー・ジェーン                                 | メリー・ジェーン                                 | メリー・ジェーン         |
| ショッキングピンク! 第2話 長坂の戦い                                                                                   | 2011年8月5日   | メリー・ジェーン                                 | メリー・ジェーン                                 | メリー・ジェーン         |
| 初夜 ヴァージン・ナイト                                                                                                | 2001年6月25日  | 「初夜〜ヴァージン・ナイト〜」製作委員会         |                                                  |                          |
| SLEEPLESS -A Midsummer Night's Dream- Act.1                                                                            | 2022年7月29日  | ショーテン                                       |                                                  |                          |
| SLEEPLESS -A Midsummer Night's Dream- Act.2                                                                            | 2022年9月30日  | ショーテン                                       |                                                  |                          |
| 白き天使達の輪舞 前編                                                                                                  | 2002年10月11日 | デジタルワークス                                 | バニラ                                           | ジェイ・ブイ・ディー     |
| 白き天使達の輪舞 後編                                                                                                  | 2002年12月13日 | デジタルワークス                                 | バニラ                                           | ジェイ・ブイ・ディー     |
| 真・淫獣学園 La☆Blue Girl                                                                                              | 1994年1月28日  | 大映映像                                         | 大映                                             |                          |
| 真・淫獣学園2 La☆Blue Girl 前編                                                                                        | 1994年3月25日  | 大映映像                                         | 大映                                             |                          |
| 真・淫獣学園2 La☆Blue Girl 後編                                                                                        | 1994年3月25日  | 大映映像                                         | 大映                                             |                          |
| 新・エンジェル | 1994年10月21日 | ピンクパイナップル                               | ピンクパイナップル                               | ピンクパイナップル       |
| 新・エンジェル2 空飛ぶ天使                                                                                             | 1995年4月21日  | ピンクパイナップル                               | ピンクパイナップル                               | ピンクパイナップル       |
| 新・エンジェル3 青い体験                                                                                               | 1995年6月30日  | ピンクパイナップル                               | ピンクパイナップル                               | ピンクパイナップル       |
| 新・エンジェル4 一週間の花嫁                                                                                           | 1995年8月25日  | ピンクパイナップル                               | ピンクパイナップル                               | ピンクパイナップル       |
| 新・エンジェル5 最後の夜                                                                                               | 1995年11月22日 | ピンクパイナップル                               | ピンクパイナップル                               | ピンクパイナップル       |
| SINKAN（シンカン） | 2004年5月28日  | 真空間                                           | 真空間                                           |                          |
| 新・脅迫2 THE ANIMATION 〜傷に咲く花 鮮血の紅〜 SCENE.1「フェイク」                                                    | 2006年5月26日  | ピンクパイナップル                               | ピンクパイナップル                               | ピンクパイナップル       |
| 新・脅迫2 THE ANIMATION 〜傷に咲く花 鮮血の紅〜 SCENE.2「リフレーン」                                                  | 2006年8月25日  | ピンクパイナップル                               | ピンクパイナップル                               | ピンクパイナップル       |
| 神曲のグリモワール THE GRIMOIRE PANDRA saga 2nd story THE ANIMATION 有角の少女と不思議な本                             | 2014年11月28日 | ピンクパイナップル                               | ピンクパイナップル                               | ピンクパイナップル       |
| 神曲のグリモワール THE GRIMOIRE PANDRA saga 2nd story THE ANIMATION 第二章「強欲の魔導書」                             | 2015年12月25日 | ピンクパイナップル                               | ピンクパイナップル                               | ピンクパイナップル       |
| 人工少女 〜変身セックスアンドロイド〜 前編                                                                             | 2009年2月13日  | デジタルワークス                                 | バニラ                                           | ジェイ・ブイ・ディー     |
| 人工少女 〜変身セックスアンドロイド〜 後編                                                                             | 2009年5月15日  | デジタルワークス                                 | バニラ                                           | ジェイ・ブイ・ディー     |
| 新 最終痴漢電車 Rail-1                                                                                                 | 2004年9月25日  | GPミュージアムソフト                             | GPミュージアムソフト                             | GPミュージアムソフト     |
| 新 最終痴漢電車 Rail-2                                                                                                 | 2004年11月25日 | GPミュージアムソフト                             | GPミュージアムソフト                             | GPミュージアムソフト     |
| 新 最終痴漢電車 Rail-3                                                                                                 | 2005年5月25日  | GPミュージアムソフト                             | GPミュージアムソフト                             | GPミュージアムソフト     |
| 真章 幻夢館 Epilogue.1 〜夢と告白と迷走〜                                                                              | 2010年3月20日  | ちちのや                                         |                                                  |                          |
| 真章 幻夢館 Epilogue.2 〜愛と真実と護るべきもの〜                                                                      | 2010年3月23日  | ちちのや                                         |                                                  |                          |
| 真章 幻夢館 Epilogue 第三話 〜愛と真実〜                                                                               | 2010年9月15日  | ちちのや                                         |                                                  |                          |
| 真章 幻夢館 Epilogue 第四話 〜真実と護るべきもの〜                                                                     | 2010年9月22日  | ちちのや                                         |                                                  |                          |
| 新人ツアーコンダクター 里奈 ツアーオプション⇔添乗員、強制乱交                                                          | 2004年10月25日 | 「新人ツアーコンダクター・里奈」アニメ製作委員会 | 「新人ツアーコンダクター・里奈」アニメ製作委員会 | GPミュージアムソフト     |
| 人心遊戯 | 2001年5月21日  | ミュージアムピクチャーズ                         | ミュージアムピクチャーズ                         | ミュージアム             |
| 人心遊戯2 | 2001年8月21日  | ミュージアムピクチャーズ                         | ミュージアムピクチャーズ                         | ミュージアム             |
| 新世紀 淫魔聖伝 第一章                                                                                                 | 2001年3月25日  | 新世紀「淫魔聖伝」製作委員会                     | グリーンバニー                                   |                          |
| 新世紀 淫魔聖伝 第二章                                                                                                 | 2001年7月25日  | 新世紀「淫魔聖伝」製作委員会                     | グリーンバニー                                   |                          |
| 新世紀 淫魔聖伝 第三章                                                                                                 | 2001年11月25日 | 新世紀「淫魔聖伝」製作委員会                     | グリーンバニー                                   |                          |
| 新世紀 淫魔聖伝 第四章                                                                                                 | 2002年3月25日  | 新世紀「淫魔聖伝」製作委員会                     | グリーンバニー                                   |                          |
| 新世紀 淫魔聖伝 第五章                                                                                                 | 2002年6月25日  | 新世紀「淫魔聖伝」製作委員会                     | グリーンバニー                                   |                          |
| 新世紀 淫魔聖伝 第六章                                                                                                 | 2002年10月25日 | 新世紀「淫魔聖伝」製作委員会                     | グリーンバニー                                   |                          |
| 新世紀くりいむレモン エスカレーション Die Liebi                                                                        | 2001年7月27日  | フェアリーダスト                                 | フェアリーダスト                                 | アットエンタテインメント |
| 新世紀くりいむレモン 亜美 RENCONTRER                                                                                   | 2002年8月23日  | フェアリーダスト                                 | フェアリーダスト                                 | アットエンタテインメント |
| 新生 ふたなりアイドル♥ でかたま系! 〜射精の宴は超絶MAX〜 前編                                                          | 2016年2月26日  | WHITE BEAR                                       | メディアバンク                                   | メディアバンク           |
| 新生 ふたなりアイドル♥ でかたま系! 〜射精の宴は超絶MAX〜 後編                                                          | 2017年2月3日   | WHITE BEAR                                       | メディアバンク                                   | メディアバンク           |
| 新 聖ヤリマン学園援交日記 THE ANIMATION                                                                                | 2014年6月27日  | ピンクパイナップル                               | ピンクパイナップル                               | ピンクパイナップル       |
| 新体操（仮） 〜妖精たちの輪舞曲〜 Lesson1「淫世界のストレッチング」                                                    | 2002年10月25日 | ピンクパイナップル                               | ピンクパイナップル                               | ピンクパイナップル       |
| 新体操（仮） 〜妖精たちの輪舞曲〜 Lesson2「レオタードの花園」                                                          | 2003年1月24日  | ピンクパイナップル                               | ピンクパイナップル                               | ピンクパイナップル       |
| 新体操（仮） 〜妖精たちの輪舞曲〜 Lesson3「ヴァージン輪舞曲」                                                          | 2003年4月25日  | ピンクパイナップル                               | ピンクパイナップル                               | ピンクパイナップル       |
| 新体操（仮） 〜妖精たちの輪舞曲〜 Lesson4「狂艶乱舞のラストステージ」                                                  | 2003年8月22日  | ピンクパイナップル                               | ピンクパイナップル                               | ピンクパイナップル       |
| 新体操（真） etude.1                                                                                                   | 2005年6月24日  | ディスカバリー                                   | ディスカバリー                                   | セブンエイト             |
| 新体操（真） etude.2                                                                                                   | 2005年9月30日  | ディスカバリー                                   | ディスカバリー                                   | セブンエイト             |
| 真・超神伝説うろつき童子 魔胎伝 上 狂王復活への祈り                                                                    | 1990年12月1日  | W.C.C.                                           | J.A.V.N.、W.C.C.                                 | 日本コロムビア           |
| 真・超神伝説うろつき童子 魔胎伝 下 新宿摩天楼大戦                                                                      | 1991年4月10日  | W.C.C.                                           | J.A.V.N.、W.C.C.                                 | 日本コロムビア           |
| 真版 女神探偵 VINUS FILE -前編-                                                                                        | 2004年2月27日  | 真空間                                           | 真空間                                           |                          |
| 真版 女神探偵 VINUS FILE -後編-                                                                                        | 2004年8月27日  | 真空間                                           | 真空間                                           |                          |
| 真 秘湯めぐり JK若女将・伊織 〜悔しげに羞じらい緩む身八つ口♥                                                           | 2013年8月30日  | PoRO                                             | PoRO                                             | エイ・ワン・シー         |
| 真 秘湯めぐり 若女将の慇懃〜躊躇い捲る前身頃♥                                                                          | 2016年8月26日  | PoRO                                             | PoRO                                             | エイ・ワン・シー         |
| 新リヨン伝説 漆黒の魔神                                                                                                | 1996年9月27日  | 宇宙企画                                         | メディアステーション                             |                          |
| 新リヨン伝説 もう一人のフレア                                                                                          | 1999年7月16日  | 宇宙企画                                         | メディアステーション                             |                          |
| 真・燐月 上巻 真・祈り編                                                                                               | 2008年11月25日 | ミルキーズピクチャーズ                           | ミルキーズピクチャーズ                           | ミルキーズピクチャーズ   |
| 真・燐月 下巻 真・誓い編                                                                                               | 2009年3月25日  | ミルキーズピクチャーズ                           | ミルキーズピクチャーズ                           | ミルキーズピクチャーズ   |
| 真・瑠璃色の雪 | 2000年12月22日 | ディスカバリー                                   | ディスカバリー                                   | セブンエイト             |
| 真・瑠璃色の雪 其の二                                                                                                  | 2001年4月27日  | ディスカバリー                                   | ディスカバリー                                   | セブンエイト             |
| 真・瑠璃色の雪 其の三                                                                                                  | 2001年8月24日  | ディスカバリー                                   | ディスカバリー                                   | セブンエイト             |
| 真・瑠璃色の雪 其の四                                                                                                  | 2001年11月30日 | ディスカバリー                                   | ディスカバリー                                   | セブンエイト             |

## す
| 作品名                                                                         | 年月日         | 製作                     | 発売元                   | 販売元                   |
| ------------------------------------------------------------------------------ | -------------- | ------------------------ | ------------------------ | ------------------------ |
| Sweet Home 〜Hなお姉さんは好きですか?〜 「一甘」                               | 2011年2月18日  | Celeb                    | Celeb                    |                          |
| Sweet Home 〜Hなお姉さんは好きですか?〜 「二甘」                               | 2011年5月20日  | Celeb                    | Celeb                    |                          |
| Sweet Home 〜Hなお姉さんは好きですか?〜 「三甘」                               | 2011年7月22日  | Celeb                    | Celeb                    |                          |
| 水夏〜SUIKA〜 さやか                                                           | 2003年2月25日  | ムーンロック             | ムーンロック             | h.m.p                    |
| 水夏〜SUIKA〜 伊月                                                             | 2003年4月25日  | ムーンロック             | ムーンロック             | h.m.p                    |
| 水夏〜SUIKA〜 名無し                                                           | 2003年6月25日  | ムーンロック             | ムーンロック             | h.m.p                    |
| 水夏〜SUIKA〜 真夏の贈り物                                                     | 2004年4月25日  | ムーンロック             | ムーンロック             | h.m.p                    |
| 水晶の夜 〜蒼い告白より〜                                                      | 2003年9月12日  | スリーポイント           | スリーポイント           | メディアアーツ           |
| Swing Out Sisters Vol.1                                                        | 2011年11月25日 | SOS製作委員会            | 茜新社                   | 茜新社                   |
| Swing Out Sisters 完全版                                                       | 2014年1月30日  | SOS製作委員会            | 茜新社                   | 茜新社                   |
| スーパーアダルトアニメ 青い体験                                                | 1984年11月10日 | ミッドナイト25           | オレンジビデオハウス     |                          |
| スーパーアダルトアニメ ザ・サティスファクション                                | 1984年12月15日 | ミッドナイト25           | オレンジビデオハウス     |                          |
| スーパーアダルトアニメ 堕天使たちの狂宴                                        | 1985年3月10日  | ミッドナイト25           | オレンジビデオハウス     |                          |
| スーパーアダルトアニメ 青い体験2 聖少女隊ロストバージン                        | 1985年7月10日  | オレンジビデオハウス     | オレンジビデオハウス     |                          |
| スーパーテクニカルアニメ ザ・将軍                                              | 1984年         | 映研                     | 映研                     |                          |
| スカートの中はケダモノでした。 完全版                                          | 2017年12月1日  | 彗星社                   |                          |                          |
| 好きだよっ! 前編                                                               | 2001年12月7日  | デジタルワークス         | バニラ                   | ジェイ・ブイ・ディー     |
| 好きだよっ! 後編                                                               | 2002年3月8日   | デジタルワークス         | バニラ                   | ジェイ・ブイ・ディー     |
| School I                                                                       | 2011年11月25日 | メディアバンク           | メディアバンク           |                          |
| School II                                                                      | 2012年7月13日  | メディアバンク           | メディアバンク           |                          |
| 助っ人参上!! 金髪巨乳ガールと熱盛絶頂プレイ♥ THE ANIMATION 第1巻               | 2020年4月24日  | ピンクパイナップル       | ピンクパイナップル       | ピンクパイナップル       |
| 助っ人参上!! 金髪巨乳ガールと熱盛絶頂プレイ♥ THE ANIMATION 第2巻               | 2020年5月29日  | ピンクパイナップル       | ピンクパイナップル       | ピンクパイナップル       |
| スケ番商会 キューティレモン PART1 ヴァージン・ロード                           | 1984年12月22日 | ファイブスター           | ファイブスター           |                          |
| スケ番商会 キューティレモン PART2 グラデュエイション（卒業）                   | 1985年4月17日  | ファイブスター           | ファイブスター           |                          |
| スケ番商会 キューティレモン PART3 ラストセレナーデ                             | 1985年         | ファイブスター           | ファイブスター           |                          |
| STAR☆jewel（スター☆ジュエル）                                                  | 2011年12月8日  | 37℃                      | 37℃                      |                          |
| STARLESS 21st Century nymphomaniacs. I 背徳の館                                | 2012年7月20日  | WHITE BEAR               | メディアバンク           | メディアバンク           |
| STARLESS 21st Century nymphomaniacs. II 官能の演習                             | 2012年10月26日 | WHITE BEAR               | メディアバンク           | メディアバンク           |
| STARLESS 21st Century nymphomaniacs. III 金色の淑女                            | 2012年12月21日 | WHITE BEAR               | メディアバンク           | メディアバンク           |
| STARLESS 21st Century nymphomaniacs. IV 淫蕩な饗宴                             | 2013年4月19日  | WHITE BEAR               | メディアバンク           | メディアバンク           |
| STAIRS（スタイアー） 放課後のアルバム                                          | 2001年5月21日  | ミュージアムピクチャーズ | ミュージアムピクチャーズ | ミュージアム             |
| ずっと好きだった 1                                                             | 2017年4月21日  | Queen Bee                | メディアバンク           | メディアバンク           |
| ずっと好きだった 2                                                             | 2017年6月23日  | Queen Bee                | メディアバンク           | メディアバンク           |
| STAINLESS NIGHT（ステンレス・ナイト） 2010 LINEAR                              | 1995年12月22日 | ピンクパイナップル       | ピンクパイナップル       | ピンクパイナップル       |
| STAINLESS NIGHT（ステンレス・ナイト） 2021 SAYAKA                              | 1996年3月22日  | ピンクパイナップル       | ピンクパイナップル       | ピンクパイナップル       |
| ストラトスフェラの妖精 I                                                       | 2002年11月21日 | VIB                      | VIB                      | GOT                      |
| ストラトスフェラの妖精 II                                                      | 2002年12月12日 | VIB                      | VIB                      | GOT                      |
| ストラトスフェラの妖精 III                                                     | 2002年12月26日 | VIB                      | VIB                      | GOT                      |
| ストリンジェンド 〜エンジェルたちのプライベートレッスン〜 MY BLOW JOBER ACT.1  | 2006年1月27日  | ピンクパイナップル       | ピンクパイナップル       | ピンクパイナップル       |
| ストリンジェンド 〜エンジェルたちのプライベートレッスン〜 MY BLOW JOBER ACT.2  | 2006年4月28日  | ピンクパイナップル       | ピンクパイナップル       | ピンクパイナップル       |
| ストリンジェンド 〜エンジェルたちのプライベートレッスン〜 MY BLOW JOBER ACT.3  | 2009年10月23日 | ピンクパイナップル       | ピンクパイナップル       | ピンクパイナップル       |
| ストリンジェンド 〜エンジェルたちのプライベートレッスン〜 MY BLOW JOBER ACT.4  | 2009年12月25日 | ピンクパイナップル       | ピンクパイナップル       | ピンクパイナップル       |
| ストリンジェンド 〜エンジェルたちのプライベートレッスン〜 MY BLOW JOBER ACT.5  | 2010年5月28日  | ピンクパイナップル       | ピンクパイナップル       | ピンクパイナップル       |
| ストリンジェンド 〜エンジェルたちのプライベートレッスン〜 MY BLOW JOBER ACT.6  | 2010年8月27日  | ピンクパイナップル       | ピンクパイナップル       | ピンクパイナップル       |
| ストリンジェンド 〜エンジェルたちのプライベートレッスン〜 MY BLOW JOBER ACT.7  | 2010年12月22日 | ピンクパイナップル       | ピンクパイナップル       | ピンクパイナップル       |
| ストリンジェンド 〜エンジェルたちのプライベートレッスン〜 MY BLOW JOBER ACT.8  | 2011年3月25日  | ピンクパイナップル       | ピンクパイナップル       | ピンクパイナップル       |
| ストリンジェンド 〜エンジェルたちのプライベートレッスン〜 MY BLOW JOBER ACT.9  | 2011年6月24日  | ピンクパイナップル       | ピンクパイナップル       | ピンクパイナップル       |
| ストリンジェンド 〜エンジェルたちのプライベートレッスン〜 MY BLOW JOBER ACT.10 | 2011年9月30日  | ピンクパイナップル       | ピンクパイナップル       | ピンクパイナップル       |
| ストリンジェンド 〜エンジェルたちのプライベートレッスン〜 MY BLOW JOBER ACT.11 | 2011年11月22日 | ピンクパイナップル       | ピンクパイナップル       | ピンクパイナップル       |
| ストリンジェンド 〜エンジェルたちのプライベートレッスン〜 MY BLOW JOBER ACT.12 | 2012年4月27日  | ピンクパイナップル       | ピンクパイナップル       | ピンクパイナップル       |
| ストリンジェンド&アッチェレランド ULTIMATUM 〜SERA〜 #1♪「シュガートレイン」   | 2008年5月23日  | ピンクパイナップル       | ピンクパイナップル       | ピンクパイナップル       |
| ストリンジェンド&アッチェレランド ULTIMATUM 〜SERA〜 #2♪「それぞれの日常」     | 2008年8月29日  | ピンクパイナップル       | ピンクパイナップル       | ピンクパイナップル       |
| ストリンジェンド&アッチェレランド ULTIMATUM 〜SERA〜 #3♪「序章&終章」          | 2008年10月31日 | ピンクパイナップル       | ピンクパイナップル       | ピンクパイナップル       |
| ストレッタ THE ANIMATION Contents.1「あるいはもののけ」                        | 2009年5月29日  | ピンクパイナップル       | ピンクパイナップル       | ピンクパイナップル       |
| ストレッタ THE ANIMATION Contents.2「〜ルマ〜」                                | 2009年7月31日  | ピンクパイナップル       | ピンクパイナップル       | ピンクパイナップル       |
| スパイラル オーヴァ Vol.1                                                      | 1999年10月18日 | ファイブウェイズ         | シネマパラダイス         | ファイブウェイズ         |
| 素晴らしき国家の築き方 #1 〜風俗で国家を救いましょう!〜                        | 2019年9月14日  | BOMB!CUTE!BOMB!          |                          |                          |
| 素晴らしき国家の築き方 #2 〜姫様、イキすぎです!〜                              | 2019年9月28日  | BOMB!CUTE!BOMB!          |                          |                          |
| Space Ofera アッガ・ルター 第一話「少年期の終わり」                            | 1998年10月25日 | ビームエンタテインメント | ビームエンタテインメント | ビームエンタテインメント |
| Space Ofera アッガ・ルター 第二話「いさましいチビのトラブルメイカー」          | 1998年12月18日 | ビームエンタテインメント | ビームエンタテインメント | ビームエンタテインメント |
| Space Ofera アッガ・ルター 第三話「元祖 大四畳半細腕繁盛記」                   | 1999年2月25日  | ビームエンタテインメント | ビームエンタテインメント | ビームエンタテインメント |
| Space Ofera アッガ・ルター 第四話「君にMUNEキュン」                            | 1999年4月25日  | ビームエンタテインメント | ビームエンタテインメント | ビームエンタテインメント |
| すぽコン! SPORTSWEAR COMPLEX 上巻 アスリートボディのゆ・う・わ・く♥            | 2014年9月26日  | メリー・ジェーン         | メリー・ジェーン         | メリー・ジェーン         |
| すぽコン! SPORTSWEAR COMPLEX 下巻 決着!?コーチ争奪戦                           | 2014年10月31日 | メリー・ジェーン         | メリー・ジェーン         | メリー・ジェーン         |
| スポットライト 前編                                                            | 2002年2月8日   | デジタルワークス         | バニラ                   | ジェイ・ブイ・ディー     |
| スポットライト 後編                                                            | 2002年5月3日   | デジタルワークス         | バニラ                   | ジェイ・ブイ・ディー     |
| 3PingLovers! 一夫二妻の世界へようこそ♪ THE ANIMATION                           | 2015年5月22日  | ピンクパイナップル       | ピンクパイナップル       | ピンクパイナップル       |
| SWAMP STAMP ANiME EDiTiON                                                      | 2017年7月7日   | AniMan                   | AniMan                   | ミルキーズピクチャーズ   |

## せ
| 作品名                                                                                     | 年月日         | 製作                                               | 発売元                   | 販売元                           |
| ------------------------------------------------------------------------------------------ | -------------- | -------------------------------------------------- | ------------------------ | -------------------------------- |
| 聖華女学院公認竿おじさん 第一話 黒髪清楚お嬢様 如月巴                                      | 2022年7月1日   | ばにぃうぉ〜か〜                                   | ばにぃうぉ〜か〜         |                                  |
| 聖華女学院公認竿おじさん 第二話 陸上少女 加藤美桜                                          | 2022年7月1日   | ばにぃうぉ〜か〜                                   | ばにぃうぉ〜か〜         |                                  |
| 聖華女学院公認竿おじさん 第三話 巴と美桜と、誕生日3Pデート                                 | 2022年8月5日   | ばにぃうぉ〜か〜                                   | ばにぃうぉ〜か〜         |                                  |
| 聖華女学院公認竿おじさん 第四話 金髪爆乳生徒会長ルイーザ・リヒター                         | 2022年8月5日   | ばにぃうぉ〜か〜                                   | ばにぃうぉ〜か〜         |                                  |
| せいかつ指導!! Anime Edition -あい・さくら・なな-                                          | 2016年10月7日  | chippai                                            | chippai                  | ミルキーズピクチャーズ           |
| せいかつ指導!! Anime Edition -しの・みかん・れん-                                          | 2016年11月4日  | chippai                                            | chippai                  | ミルキーズピクチャーズ           |
| 性活週間 THE ANIMATION 第1巻                                                               | 2019年3月29日  | ピンクパイナップル                                 | ピンクパイナップル       | ピンクパイナップル               |
| 性活週間 THE ANIMATION 第2巻                                                               | 2019年7月26日  | ピンクパイナップル                                 | ピンクパイナップル       | ピンクパイナップル               |
| せいこう! 〜幼なじみは照れくさそうに嘘をつく〜                                             | 2013年9月20日  | おおくま座                                         | SPEED                    | SPEED                            |
| 聖肛女 〜背徳の美臀奴隷〜 第一章 聖なる契約書                                              | 2006年4月25日  | Milky                                              | Milky                    | GPミュージアムソフト             |
| 聖肛女 〜背徳の美臀奴隷〜 第二章 聖なる懺悔 完結編                                         | 2006年12月25日 | Milky                                              | Milky                    | GPミュージアムソフト             |
| 性裁 前編                                                                                  | 2003年1月10日  | デジタルワークス                                   | バニラ                   | ジェイ・ブイ・ディー             |
| 性裁 後編                                                                                  | 2003年4月11日  | デジタルワークス                                   | バニラ                   | ジェイ・ブイ・ディー             |
| 聖獣伝 ツインドールズ 鬼獣きたりて淫れ舞う                                                 | 1994年7月22日  | 大映                                               | 大映                     | 徳間ジャパンコミュニケーションズ |
| 聖獣伝 ツインドールズ 淫王きたりて笛を吹く                                                 | 1994年8月26日  | 大映                                               | 大映                     | 徳間ジャパンコミュニケーションズ |
| 清純看護学院 新人ナース“祐未”恥虐の看護実習 1時姦目                                        | 2002年10月25日 | ディスカバリー                                     | ディスカバリー           | セブンエイト                     |
| 清純看護学院 新人ナース“祐未”恥虐の看護実習 2時姦目                                        | 2003年2月28日  | ディスカバリー                                     | ディスカバリー           | セブンエイト                     |
| 清純看護学院 新人ナース“祐未”恥虐の看護実習 3時姦目                                        | 2003年5月30日  | ディスカバリー                                     | ディスカバリー           | セブンエイト                     |
| 聖少・女玩具 アリスドール                                                                  | 2000年8月18日  | ファイブウェイズ                                   | ファイブウェイズ         | ファイブウェイズ                 |
| 聖少・女玩具 アリスドール2                                                                 | 2000年10月18日 | ファイブウェイズ                                   | ファイブウェイズ         | ファイブウェイズ                 |
| 聖娼女 -性奴育成学園- THE ANIMATION 「聖女のように清らかで、娼婦のように淫らに…」          | 2014年7月25日  | ピンクパイナップル                                 | ピンクパイナップル       | ピンクパイナップル               |
| 聖泉学淫                                                                                   | 2007年6月25日  |                                                    | JAM                      | GPミュージアムソフト             |
| 清楚で真面目な彼女が、最凶ヤリサーに勧誘されたら…? THE ANIMATION                           | 2017年4月3日   | ピンクパイナップル                                 | ピンクパイナップル       | ピンクパイナップル               |
| 聖徒会長ヒカル 公開処女喪失                                                                | 2010年4月30日  | メリー・ジェーン                                   | メリー・ジェーン         | メリー・ジェーン                 |
| 制服処女 THE ANIMATION collection.1                                                        | 2004年2月27日  | ピンクパイナップル                                 | ピンクパイナップル       | ピンクパイナップル               |
| 制服処女 THE ANIMATION collection.2                                                        | 2004年5月28日  | ピンクパイナップル                                 | ピンクパイナップル       | ピンクパイナップル               |
| 聖ブリュンヒルデ学園 少女騎士団と純白のパンティ 〜甲冑お嬢様の絶頂おもらし〜 THE ANIMATION | 2014年12月5日  | Hills                                              | Hills                    | ミルキーズピクチャーズ           |
| 聖ヤリマン学園援交日記 THE ANIMATION                                                       | 2013年2月22日  | ピンクパイナップル                                 | ピンクパイナップル       | ピンクパイナップル               |
| 聖ヤリマンシスターズ パコパコ日記 THE ANIMATION                                            | 2015年3月27日  | ピンクパイナップル                                 | ピンクパイナップル       | ピンクパイナップル               |
| セーラー戦士 ヴィーナス♡ファイブ 淫魔の舞踏会                                              | 1994年11月11日 | 大映                                               | 大映                     | 徳間ジャパンコミュニケーションズ |
| セーラー戦士 ヴィーナス♡ファイブ2 淫魔の迷宮                                               | 1994年12月9日  | 大映                                               | 大映                     | 徳間ジャパンコミュニケーションズ |
| セーラー服 心療妻科 前編                                                                   | 2011年3月11日  | デジタルワークス                                   | バニラ                   | ジェイ・ブイ・ディー             |
| セーラー服 心療妻科 後編                                                                   | 2011年6月10日  | デジタルワークス                                   | バニラ                   | ジェイ・ブイ・ディー             |
| せくしいあにめラマ みなみの私の♡にタッチして…                                              | 1989年11月19日 |                                                    | 大陸書房                 |                                  |
| せくしいあにめラマ まなみの未知との遭入!? ムチムチ探偵大冒険!!                             | 1990年2月22日  |                                                    | 大陸書房                 |                                  |
| せくしいあにめラマ ごっくんドール 超次元ピッコちゃん登場!!                                 | 1990年5月23日  |                                                    | 大陸書房                 |                                  |
| セクシートリガーシリーズ第1弾 WAKE UP! アリア 魔女っ娘バージン危機一髪                     | 1998年2月20日  | 宇宙企画                                           | メディアステーション     |                                  |
| セクフレ幼馴染 〜処女と童貞は恥ずかしいってみんなが言うから〜 The Animation                | 2020年5月29日  | ピンクパイナップル                                 | ピンクパイナップル       | ピンクパイナップル               |
| SEX CRIME ZERO SUM GAME（ゼロサムゲーム 〜セックスクライム〜）                             | 2001年10月25日 | blue eyes                                          | blue eyes                | blue eyes                        |
| SEXFRIEND 〜セックスフレンド〜 sex.1                                                       | 2004年1月22日  | グリーンバニー                                     | グリーンバニー           |                                  |
| SEXFRIEND 〜セックスフレンド〜 sex.2                                                       | 2004年4月23日  | グリーンバニー                                     | グリーンバニー           |                                  |
| 絶頂ロケット 発射1発目                                                                     | 2013年10月18日 | Queen Bee                                          | Queen Bee                | メディアバンク                   |
| 絶頂ロケット 発射2発目                                                                     | 2013年12月13日 | Queen Bee                                          | Queen Bee                | メディアバンク                   |
| ぜったい遵守☆強制子作り許可証!! 1枚目〜みんなに中出し〜                                    | 2012年12月14日 | GOLD BEAR                                          | メディアバンク           | メディアバンク                   |
| ぜったい遵守☆強制子作り許可証!! 2枚目〜ぜったい中出し〜                                    | 2013年6月28日  | GOLD BEAR                                          | メディアバンク           | メディアバンク                   |
| Septem Charm まじかるカナン VOL.1 登場!深紅の魔法戦士カーマイン♥                           | 2000年8月25日  | れもんは〜と                                       | れもんは〜と             | れもんは〜と                     |
| Septem Charm まじかるカナン VOL.2 エンジェル♥キッス 危機一髪!                              | 2000年11月25日 | れもんは〜と                                       | れもんは〜と             | れもんは〜と                     |
| Septem Charm まじかるカナン VOL.3 激突!カーマイン対セルリアンブルー                        | 2001年7月25日  | れもんは〜と                                       | れもんは〜と             | れもんは〜と                     |
| Septem Charm まじかるカナン VOL.4 カーマインより愛をこめて                                 | 2001年11月25日 | れもんは〜と                                       | れもんは〜と             | れもんは〜と                     |
| Septem Charm まじかるカナン SP どきどき♥サマーキャンプ! 前編                               | 2003年2月25日  | れもんは〜と                                       | れもんは〜と             | れもんは〜と                     |
| Septem Charm まじかるカナン SP どきどき♥サマーキャンプ! 後編                               | 2003年2月25日  | れもんは〜と                                       | れもんは〜と             | れもんは〜と                     |
| セフレ学園 THE ANIMATION                                                                   | 2020年4月30日  | 妄想実現めでぃあ                                   |                          | 妄想実現めでぃあ                 |
| せめちち 前編                                                                              | 2010年9月10日  | デジタルワークス                                   | バニラ                   | ジェイ・ブイ・ディー             |
| せめちち 後編                                                                              | 2010年12月10日 | デジタルワークス                                   | バニラ                   | ジェイ・ブイ・ディー             |
| セレカノ SEX.1                                                                             | 2012年4月20日  | デジタルワークス                                   | デジタルワークス         | ミルキーズピクチャーズ           |
| セレカノ SEX.2                                                                             | 2012年7月20日  | デジタルワークス                                   | デジタルワークス         | ミルキーズピクチャーズ           |
| ゼロの者 Collection1 月が欠ける                                                            | 2001年10月21日 | ミュージアムピクチャーズ                           | ミュージアムピクチャーズ | ミュージアム                     |
| センシティブ・ポルノグラフ                                                                 | 2004年12月20日 | デジタルワークス、フェニックス・エンタテインメント |                          |                                  |
| 洗濯屋しんちゃん 第1話                                                                     | 2007年2月25日  | Milky                                              | Milky                    | GPミュージアムソフト             |
| 洗濯屋しんちゃん 第2話                                                                     | 2007年5月25日  | Milky                                              | Milky                    | GPミュージアムソフト             |
| 聖ミカエラ学園漂流記II 〜上巻〜 ［セクシャルグレードアップ改訂版］                         | 2000年7月18日  | オールプロダクツ                                   | オールプロダクツ         | ファイブウェイズ                 |
| 聖ミカエラ学園漂流記II 〜下巻〜 ［セクシャルグレードアップ改訂版］                         | 2000年7月18日  | オールプロダクツ                                   | オールプロダクツ         | ファイブウェイズ                 |
| 千夜一夜物語                                                                               | 1969年6月14日  | 虫プロダクション                                   | -                        | -                                |

## そ
| 作品名                                                                     | 年月日         | 製作                               | 発売元             | 販売元                 |
| -------------------------------------------------------------------------- | -------------- | ---------------------------------- | ------------------ | ---------------------- |
| 添いカノ 〜ぎゅっと抱きしめて〜 THE ANIMATION                              | 2018年9月28日  | ピンクパイナップル                 | ピンクパイナップル | ピンクパイナップル     |
| 相姦遊戯 前編                                                              | 2007年8月10日  | デジタルワークス                   | バニラ             | ジェイ・ブイ・ディー   |
| 相姦遊戯 後編                                                              | 2007年11月9日  | デジタルワークス                   | バニラ             | ジェイ・ブイ・ディー   |
| 相関遊戯2 前編                                                             | 2009年9月11日  | デジタルワークス                   | バニラ             | ジェイ・ブイ・ディー   |
| 相関遊戯2 後編                                                             | 2009年12月11日 | デジタルワークス                   | バニラ             | ジェイ・ブイ・ディー   |
| 相姦連鎖 第一姦「砂の館」第二姦「歪足」                                    | 2004年9月24日  | ANIMAC                             |                    |                        |
| 装甲騎女イリス Vol.01 超空の降下作戦                                       | 2007年11月24日 | PIXY                               |                    |                        |
| 装甲騎女イリス Vol.02 娼館の女戦士                                         | 2008年7月26日  | PIXY                               |                    |                        |
| 装甲騎女イリス Vol.03 戦士から悦虐娼婦へ                                   | 2009年2月21日  | PIXY                               |                    |                        |
| 装甲騎女イリス Vol.04 被虐戦士の生還                                       | 2009年9月26日  | PIXY                               |                    |                        |
| 装煌聖姫イースフィア 〜淫虐の洗脳改造〜 前編                               | 2020年7月17日  | GOLD BEAR                          | メディアバンク     | メディアバンク         |
| 装煌聖姫イースフィア 〜淫虐の洗脳改造〜 後編                               | 2021年1月29日  | GOLD BEAR                          | メディアバンク     | メディアバンク         |
| 窓視相愛 〜純愛メロウより〜                                                | 2013年1月18日  | Pashmina                           | Pashmina           | ミルキーズピクチャーズ |
| 相思相愛ノート THE ANIMATION Breast.1「セックスが嫌いな女の子はいません!」 | 2013年2月22日  | ピンクパイナップル                 | ピンクパイナップル | ピンクパイナップル     |
| 相思相愛ノート THE ANIMATION Breast.2「おっぱい、おっぱい、おっぱい」      | 2013年5月31日  | ピンクパイナップル                 | ピンクパイナップル | ピンクパイナップル     |
| 喪失郷 其ノ壱 淫鬼な寒村                                                   | 2004年11月25日 | 「喪失郷」アニメ製作委員会         |                    | GPミュージアムソフト   |
| 創世聖紀デヴァダシー VOL.1 既視感〜デジャヴュ〜                            | 2000年11月25日 | AIC                                | グリーンバニー     |                        |
| 創世聖紀デヴァダシー VOL.2 チャンダリーの火                                | 2000年12月21日 | AIC                                | グリーンバニー     |                        |
| 創世聖紀デヴァダシー VOL.3 未来〜ビジョン〜                                | 2001年1月25日  | AIC                                | グリーンバニー     |                        |
| 僧侶と交わる色欲の夜に… 限定版                                             | 2017年8月25日  | 彗星社                             |                    |                        |
| SOAPのMOKOちゃん                                                           | 1996年6月21日  | センテスタジオ                     | センテスタジオ     | センテスタジオ         |
| 続・王女＆女騎士 wド下品露出 〜恥辱の見世物奴隷〜 前編                     | 2021年10月15日 | WHITE BEAR                         | メディアバンク     | メディアバンク         |
| 続・王女＆女騎士 wド下品露出 〜恥辱の見世物奴隷〜 後編                     | 2021年11月19日 | WHITE BEAR                         | メディアバンク     | メディアバンク         |
| 続・恋姫 K・O・I・H・I・M・E 第1章「里の巻」                               | 2001年11月22日 | ピンクパイナップル                 | ピンクパイナップル | ピンクパイナップル     |
| 続・恋姫 K・O・I・H・I・M・E 第2章「長の巻」                               | 2002年2月22日  | ピンクパイナップル                 | ピンクパイナップル | ピンクパイナップル     |
| 続・御先祖賛江 第一話「春暁」                                              | 2000年10月25日 | AIC、グリーンバニー                | グリーンバニー     |                        |
| 続・御先祖賛江 第二話「陽炎」                                              | 2000年12月21日 | AIC、グリーンバニー                | グリーンバニー     |                        |
| 続・御先祖賛江 第三話「現身」                                              | 2001年2月25日  | AIC、グリーンバニー                | グリーンバニー     |                        |
| 続・御先祖賛江 第四話「夢名残」                                            | 2001年4月25日  | AIC、グリーンバニー                | グリーンバニー     |                        |
| 続・妻ネトリ 郁美と静香                                                    | 2018年12月28日 | ZIZ                                |                    |                        |
| そしてわたしはおじさんに…… 〜契られた裏切り♥〜                             | 2019年7月26日  | nür                                | nür                | エイ・ワン・シー       |
| そしてわたしはおじさんに…… 〜色褪せた憎しみ♥〜                             | 2019年8月30日  | nür                                | nür                | エイ・ワン・シー       |
| そしてわたしはおじさんに…… 〜弄られた膨らみ♥〜                             | 2021年4月30日  | nür                                | nür                | エイ・ワン・シー       |
| そしてわたしはおじさんに…… 〜揺蕩う食い込み♥〜                             | 2021年10月29日 | nür                                | nür                | エイ・ワン・シー       |
| そしてわたしはセンセイに…… 〜でびゅ〜ちゃん♥〜                             | 2021年9月24日  | nür                                | nür                | エイ・ワン・シー       |
| そしてわたしはセンセイに…… 〜脇の下のアイツ♥〜                             | 2021年11月26日 | nür                                | nür                | エイ・ワン・シー       |
| 卒業○○電車 一輌目 思い出の○○巨乳教師は狙われている                         | 2020年4月24日  | 鈴木みら乃                         | 鈴木みら乃         | エイ・ワン・シー       |
| 卒業○○電車 二輌目 女教師の尻はいつも後ろから見られている                   | 2020年6月26日  | 鈴木みら乃                         | 鈴木みら乃         | エイ・ワン・シー       |
| 卒業○○電車 三輌目 酔いつぶれた女教師は弛緩した身体を弄ばれる               | 2020年8月28日  | 鈴木みら乃                         | 鈴木みら乃         | エイ・ワン・シー       |
| 卒業○○電車 四輌目 妄想から現実へ、あるいは現実からの卒業                   | 2020年10月30日 | 鈴木みら乃                         | 鈴木みら乃         | エイ・ワン・シー       |
| その花びらにくちづけを あなたと恋人つなぎ                                  | 2010年7月30日  | ChuChu                             | ChuChu             | エイ・ワン・シー       |
| そらのいろ、みずのいろ 上巻「ダメ…聞こえちゃう♥」                          | 2006年8月6日   | ひまじん                           | ひまじん           | マリゴールド           |
| そらのいろ、みずのいろ 下巻「わたしも……してあげる♥」                       | 2008年6月27日  | 2匹目のどぜう                      | エイ・ワン・シー   | タキ・コーポレーション |
| それでも妻を愛してる 第一話 夫には言えない妻の秘密                         | 2011年10月21日 | 「それでも妻を愛してる」製作委員会 | こっとんど〜る     |                        |
| それでも妻を愛してる 第二話 夫には言えない妻の罪                           | 2011年12月16日 | 「それでも妻を愛してる」製作委員会 | こっとんど〜る     |                        |
| それでも妻を愛してる 第三話 嫉妬の代償                                     | 2013年9月20日  | 「それでも妻を愛してる」製作委員会 | こっとんど〜る     |                        |
| それでも妻を愛してる2 -女教師妻・茉莉花の場合- #1                          | 2018年12月7日  | あんてきぬすっ                     | あんてきぬすっ     |                        |
| それでも妻を愛してる2 -女教師妻・茉莉花の場合- #2                          | 2019年1月25日  | あんてきぬすっ                     | あんてきぬすっ     |                        |
| それゆけまりんちゃん PROJECT.1「誕生!!愛と奉仕の乙女」                     | 2001年12月24日 | ピンクパイナップル                 | ピンクパイナップル | ピンクパイナップル     |
| それゆけまりんちゃん PROJECT.2「登場!!サウスポールワンの挑戦」             | 2002年9月27日  | ピンクパイナップル                 | ピンクパイナップル | ピンクパイナップル     |
| それゆけまりんちゃん PROJECT.3「決戦!究極奉仕VS極楽奉仕」                  | 2003年3月28日  | ピンクパイナップル                 | ピンクパイナップル | ピンクパイナップル     |
| ←か行                                                                      | ↑目次          | た行→                              | た行→              | た行→                  |